# Microtus ilaeus
Microtus ilaeus är en däggdjursart som beskrevs av Thomas 1912. Microtus ilaeus ingår i släktet åkersorkar och familjen hamsterartade gnagare. Inga underarter finns listade i Catalogue of Life.

## Utseende
Vuxna exemplar når en kroppslängd (huvud och bål) av 109 till 144 mm, en svanslängd av 35 till 50 mm och en vikt av 46 till 64 g. I den mörkbruna pälsen på ovansidan har några hår ljusbruna spetsar. På undersidan förekommer grå päls. Vid svansen är undersidan otydlig ljusare. Angående kraniets konstruktion liknar arten Microtus transcaspicus.

## Utbredning
Denna gnagare förekommer med flera från varandra skilda populationer i Kazakstan, Uzbekistan, Tadzjikistan, Kirgizistan, norra Afghanistan och nordvästra Kina. Habitatet varierar mellan skogar, stäpper med några trädgrupper och landskap med ängar och buskar.

## Ekologi
Individerna är aktiva under skymningen och gryningen. Det komplexa tunnelsystemet har upp till 20 utgångar. De flesta tunnlar ligger tät under markytan och några gångar ligger 60 cm djup. I boet ingår 2 eller 3 kamrar. De fodras med mjuka växtdelar. Arten äter gröna växtdelar, frön, rötter och rotfrukter som kompletteras med insekter och svampar. Vanligen äts underjordiska växtdelar. I skyddade dalgångar kan honor para sig hela året. I bergstrakter sker fortplantningen mellan april och juni och i andra oskyddade regioner mellan våren och hösten. Honor föder upp till tio ungar per kull. I fångenskap förekommer ungefär fyra kullar per år.

## Hot
För beståndet är inga hot kända. Hela populationen anses vara stor. IUCN listar arten som livskraftig (LC).